# Apelmocreagris leucacrocera
Apelmocreagris leucacrocera är en tvåvingeart som beskrevs av Günther Enderlein 1911. Apelmocreagris leucacrocera ingår i släktet Apelmocreagris och familjen sorgmyggor. Inga underarter finns listade i Catalogue of Life.